# Brooks-Wisniewski-Brown-Syndrom
Das Brooks-Wisniewski-Brown-Syndrom ist eine sehr seltene angeborene, zu den Nicht-syndromalen X-chromosomalen mentalen Retardierungen zählende Erkrankung mit den Hauptmerkmalen geistige Retardierung, Krampfanfälle, Gedeihstörung, Kurzsichtigkeit und Gesichtsauffälligkeiten. Die Erkrankung wird jetzt von der medizinischen Datenbank Orphanet zu den Unspezifischen syndromalen Intelligenzminderungen gezählt, von Online Mendelian Inheritance in Man als Synonym der Intellectual developmental disorder, X-linked syndromic, Turner type angesehen.
Synonyme sind: X-chromosomale Intelligenzminderung Typ Brooks; Geistige Retardierung, X-chromosomale, Typ Brooks; X-chromosomale Intelligenzminderung Typ Brooks; MRXSBWB  
Die Bezeichnung bezieht sich auf die Erstautoren der Erstbeschreibung aus dem Jahre 1994 durch die Ärzte Susan Sklower Brooks, Krystyna Wisniewski und W. Ted Brown.

## Verbreitung
Die Häufigkeit wird mit unter 1 zu 1.000.000 angegeben, die Vererbung erfolgt X-chromosomal-rezessiv. Die Ursache ist bislang nicht geklärt.

## Klinische Erscheinungen
Klinische Kriterien sind:
- Gedeihstörung
- verzögerter Spracherwerb
- geistige Retardierung
- Muskelhypotonie
- spastische Diplegie
- Optikusatrophie und Myopie
- Gesichtsauffälligkeiten mit dreieckigem Gesicht, tiefliegende Augen, tief ansetzende Ohrmuscheln, kurzes Philtrum und dünne Oberlippe

Hinzu können Gelenkkontrakturen und Trichterbrust kommen.